# Conopomorpha habrodes
Conopomorpha habrodes là một loài bướm đêm thuộc họ Gracillariidae. Loài này có ở Tây Úc.